# دائرة مور
دائرة مور(بالإنجليزية: Mohr's circle)‏ هي تمثيل بياني للأسطح المعرضة للإجهادات؛ استخدمها أول مرة كريستيان أوتو مور في العام 1892. وتستخدم حاليا بوفرة في المجالات الهندسية المختلفة لحسابات الإجهادات، الانفعال، وعزوم المساحات.

## التطبيق

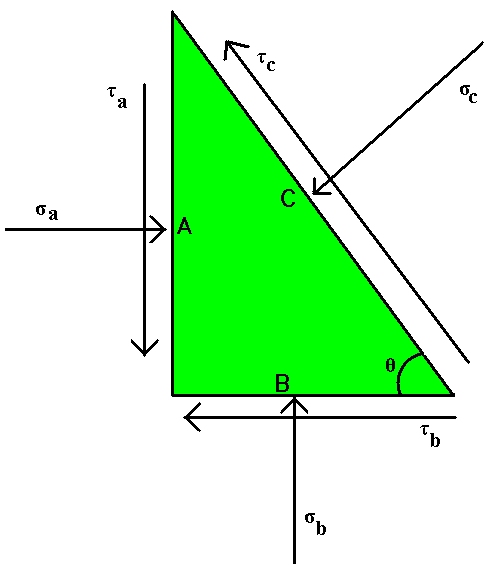
توزع الإجهاد على مثلث، يستخدم لاستنتاج صيغة دائرة مور.

بفرض أن نقطة على جسم ما معرضة لحالة معينة من الإجهاد، يمكننا استخدام دائرة مور في هذه الحالة كما يلي:
1. ارسم محورين متعامدين، يمثل المحور الأفقي فيهما الإجهادات العمودية، والمحور الرأسي إجهادات القص.
2. مثل مستوى الإجهادات بالنقطة أ، بحيث تكون إحداثياتها الأفقية هي قيمة الإجهادات العمودية القياسية في الاتجاه الأفقي (موجبة في حالة الشد وسالبة في حالة الضغط)، وإحداثياتها الرأسية هي القيمة القياسية لإجهادات القص على المستوى. (موجبة في اتجاه عقارب الساعة)
3. حدد على المحور الأفقي قيمة الإجهادات العمودية القياسية في الاتجاه الرأسي.
4. حدد النقطة المنصفة على المحور الأفقي بين الإجهادات العمودية الأفقية والرأسية و.
5. ارسم الدائرة التي مركزها و ونصف قطرها وأ.
6. لحساب قيم الإجهادات الجديدة بعد إدارة المستوى بزاوية معينة، تدور على دائرة مور في نفس الاتجاه حتى يتم تحديد النقطة الجديدة، وكما أشرنا من قبل، تمثل المستويات على إحداثيات دائرة مور بنقاط، وبالتالي نكون قد حصلنا على حالة الإجهاد في الوضع الجديد بحساب مسقطي النطقة على المحورين الرأسي والأفقي من الإحداثيات. يراعى أن الزاوية الممثلة على دائرة مور تكون ضعف زاوية الدوران الفعلية لمستوى الإجهادات.

تستخدم دائرة مور لإيجاد قيم الإجهادات العمودية، المركبة وإجهادات القص القصوى، كما يمكن استخدامها لإيجاد الإجهادات المتواجدة في الأسطح الضعيفة.
على سبيل المثال؛ إذا كانت المادة المدروسة هشة، يهتم المهندس بالإجهادات العمودية (الموازية للمحور) فقط ويستخرجها عن طريق رسم دائرة مور للمادة في حالة الإجهادات المعطاة واستخراج القيم القصوى للإجهادات العمودية منها، في حين إنه في حالة المواد اللدنة يهتم المهندس بدراسة قيم إجهادات القص القصوى.